# 循序存取

比較循序存取（上）及隨機存取（下）。

循序存取（英語：sequential access），意指一組序列（例如存於記憶數組、磁盤軟件或是磁帶中的資料）是以預先安排，有秩序的方式被人存取。循序存取有時只是唯一的存取數據方式，磁帶即屬一例。循序存取亦有可能成為有選擇性的方式，就如我們純粹有意順序處理一組資料元件。
於數據結構當中，如果某人只能開啟一組包含特一排列的數值，該組數據結構即屬循序存取，而正準的例子就如連結串列。另外，含有循序存取的索引需要大O符號(k值)的若干時間，而k值則為變址。結果，不少算法如快速排序及二元搜尋會將算法變壞，令其比起原本算法變得較低效率。因此，這類算法之後會成一組缺乏隨機存取的無用算法。相反，通常不會作出索引的部份算法只需循序存取方式，例如合併排序，它們就無需遭受處置。